# Chindongo
Chindongo — рід цихлід триби хаплохроміни. Види цього роду є ендеміками озера Малаві.
Рід описаний у 2016 році з Chindongo bellicosus як типовим видом. Автори додали до нього ще 10 видів, які раніше належали до роду Pseudotropheus (комплекс P. elongatus).

## Види
Такі види належать до роду Chindongo:
- Chindongo ater (Stauffer 1988)
- Chindongo bellicosus Li, Konings & Stauffer 2016
- Chindongo cyaneus (Stauffer 1988)
- Chindongo demasoni (Konings 1994)
- Chindongo elongatus (Fryer 1956)
- Chindongo flavus (Stauffer 1988)
- Chindongo heteropictus (Staeck 1980)
- Chindongo longior (Seegers 1996)
- Chindongo minutus (Fryer 1956)
- Chindongo saulosi (Konings 1990)
- Chindongo socolofi (Johnson 1974)